# Хрипта Андрій Іванович
Андрій Іванович Хрипта (нар. 26 листопада 1986 року, Знам'янка, Кіровоградська область) — український професійний велогонщик.

## Виступи на Олімпіадах
| Олімпіада | Дисципліна                           | Місце        |
| --------- | ------------------------------------ | ------------ |
| Ріо 2016  | Групова шосейна гонка, індивідуальна | не фінішував |